# 미스림
미스림은 《실마릴리온》의 지명이다. 보석전쟁 초기에 잠시나마 모르고스를 상대하기 위한 페아노르 가문의 임시적 진영으로 이용되었다.
앙그반드로 곧장 돌격하던 페아노르가 발로그의 공격에 전사한 후 가문의 수장이 된 마이드로스는 휴전을 빌미로 협상을 요구하는 모르고스에게 접근했다가 잡히는 일이 일어났고, 헬카락세를 거쳐 미스림으로 도착한 핑곤이 그를 구출할 때까지
페아노르의 가문과 핑골핀의 가문이 인접해 지냈던 적이 있었다. 마이드로스가 탈출한 뒤 놀도르 대왕직을 핑골핀에게 양보하는 동시에 동쪽으로 거점을 옮긴 까닭에 핑골핀의 세력이 오랫동안 그곳을 다스렸다.
분노의 전쟁이 끝난 후 발라들은 모르고스의 권능에 더럽혀졌다는 판단으로 옷시리안드의 서쪽이 침수시키면서 미스림은 태양의 1시대가 끝난 후 벨레가에르 해 해저에 가라앉게 된다.